# UB-84号潜艇
陛下之UB-84号艇是德意志帝国海军于第一次世界大战期间建造的其中一艘UB-III型近岸潜艇或称U艇。它由不来梅的威悉船厂承建，于1917年10月3日新船下水，至当月底交付使用。其全长55.85米，水面及水下排水量分别为516吨和647吨，艇载武器则包括五具500毫米鱼雷发射管以及一门88毫米口径甲板炮。UB-84号入役后不久便在训练中发生碰撞并沉没，打捞上岸后转作训练艇用途，从未参与任何实战。战后，根据对德停战协定的要求，该艇于1919年2月12日被引渡至英国哈维奇正式向协约国投降，后移交法国，至1921年在布雷斯特拆解报废。

## 设计
UB-84号是不来梅威悉船厂承建的UB-III型第二批次（UB-80至UB-87号）的五号艇，由德意志帝国海军潜艇监察局于1916年9月23日向订购、1917年1月21日动工，至同年10月3日下水。其全长55.85米，舷宽5.80米。艇体采用双壳体结构，水面及水下排水量分别为516吨和647吨，浮起时的吃水深度为3.72米。由于无需像UC-II型艇那样提供水雷布设装置，设计工程师对潜艇舷弧进行了优化，增大了司令塔体积，配备两具潜望镜，司令塔与控制室之间增加一道水密舱壁。这些改进显著提高了潜艇的水下机动性和生存力。为了达到更高的航速，UB-84号采用两台戴姆勒六缸四冲程530匹公制馬力（390千瓦特）柴油机用于水面运行，以及两台394匹公制馬力（290千瓦特）的布朗-博韦里电动发电机用于水下航行；水面最高航速13.4節（24.8每小時），水下7.5節（13.9每小時）；能够在水面以6節（11每小時）航速续航8,180海里（15,150），或以4節（7.4每小時）连续在水下航行50海里（93）而无需充电。
UB-84号的主武器为五具500毫米艇艏鱼雷发射管，其中艇艏四具采用层叠式布局分居两侧、艇艉一具，并可搭载合共10枚G6型鱼雷。辅助武器则是一门88毫米30倍径速射炮。其标准船员编制为3名军官加31名水兵。

## 服役历史
1917年10月31日，UB-84号在首度担任艇长的海军上尉马克斯·布罗伊蒂加姆的指挥下正式入役，随即展开海试。完成海试后，该艇于12月6日在艾克恩峡湾的一次训练中不慎与鱼雷靶舰索林根号（Solingen）相撞并沉没，造成轮机舱内的7名船员罹难，其中4人获安葬至基尔的北部公墓。UB-84号其后由救助拖船火神号打捞上岸并进行修复，自1918年9月27日起作为一艘训练艇重新服役，但从未参与实战。战后，根据对德停战协定的要求，该艇于1919年2月12日被引渡至英国哈维奇正式向协约国投降，后移交法国，至1921年在布雷斯特拆解报废。

## 脚注
1. ↑  Rössler，第55頁.
2. 1 2  Helgason, Guðmundur. . German and Austrian U-boats of World War I - Kaiserliche Marine - Uboat.net.   [2009-02-13].
3. 1 2 3 4  Gröner 1991，第25-30頁.
4. 1 2  Helgason, Guðmundur. . German and Austrian U-boats of World War I - Kaiserliche Marine - Uboat.net.   [2015-03-09].
5. ↑  陈进，第239頁.
6. ↑  . Denkmalprojekt.org.   [2022-05-10]. （原始内容存档于2021-10-19）.
7. ↑  NARS，第121頁.